# 森山工
森山 工（もりやま たくみ、1961年10月12日 - ）は、日本の文化人類学者。東京大学理事・副学長。同大学大学院総合文化研究科・教養学部教授（兼任）。専門はマダガスカル、フランス語圏アフリカ、フランス民族学史などのフランス語圏文化論。博士（学術）（東京大学・1994年）。

## 人物
神奈川県出身。駒場東邦高等学校卒業。1984年、東京大学教養学部卒業。1986年同大学院社会学研究科修士課程（文化人類学専門課程）修了。1987年から1990年までマダガスカル大学留学。1994年、東京大学大学院総合文化研究科博士課程（文化人類学専攻）単位取得退学。同年、同修了、博士（学術）。
1994年、広島市立大学国際学部専任講師。1997年、広島市立大学国際学部助教授、民族学振興会渋沢賞受賞。
2000年、東京大学大学院総合文化研究科・教養学部助教授。2007年、同准教授。2012年、同教授。
2012年度、東京大学総長補佐。2015年度、同副学長。2018年度、同副学長。2019年度-2020年度、同大学執行役・副学長。2020年度、同大学総合教育研究センター長。2021年度-2022年度、同大学院総合文化研究科長・教養学部長。2023年度、同大学執行役・副学長。2024年4月より国立大学法人東京大学理事・副学長。2024年6月、日本文化人類学会賞受賞。

## 著書

### 単著
- 『墓を生きる人々―マダガスカル、シハナカにおける社会的実践』（東京大学出版会、1996年）
- 『マダガスカル語文法』平成15年度言語研修マダガスカル語研修テキスト１（東京外国語大学アジア・アフリカ言語文化研究所、2003年）
- 『贈与と聖物―マルセル・モース「贈与論」とマダガスカルの社会的実践』（東京大学出版会、2021年）
- 『「贈与論」の思想―マルセル・モースと〈混ざりあい〉の倫理』（インスクリプト、2022年）

### 共著
- （深澤秀夫・豊田ライヴ共著）『マダガスカル語語彙集』平成15年度言語研修マダガスカル語研修テキスト３（東京外国語大学アジア・アフリカ言語文化研究所、2004年）

### 共編著
- （日本文化人類学会監修、鏡味治也・関根康正・橋本和也共編著）『フィールドワーカーズ・ハンドブック』（世界思想社、2011年）
- （飯田卓・深澤秀夫共編著）『マダガスカルを知るための62章』（明石書店〈エリア・スタディーズ〉、2013年）

### 翻訳
- マルク・オジェ『同時代世界の人類学』（藤原書店、2002年）ISBN 9784894343092
- マルセル・モース『贈与論 他二篇』（岩波文庫、2014年）ISBN 9784003422816
- マルセル・モース『国民論 他二篇』（岩波文庫、2018年）ISBN 9784003422823

### 分担執筆
- 船曳建夫編『個からする社会展望』「岩波講座 文化人類学」第4巻（岩波書店，1997年）
- 田村克己編『文化の生産』「二〇世紀における諸民族文化の伝統と変容」第4巻（ドメス出版，1999年）
- 杉島敬志編『土地所有の政治史―人類学的視点』（風響社，1999年）
- 黒田悦子編『民族の運動と指導者たち―歴史のなかの人びと』（山川出版社，2002年）
- 宮島喬・石井洋二郎編『文化の権力―反射するブルデュー』（藤原書店，2003年）
- 石井洋二郎・工藤庸子編『フランスとその〈外部〉』（東京大学出版会，2004年）
- 東京大学教養学部附属教養教育開発機構『高校生のための東大授業ライブ』（東京大学出版会，2007年）
- 内堀基光・印東道子・菅原和孝編『資源人類学』（放送大学教育振興会，2007年）
- 山下晋司編『資源化する文化』「資源人類学」02（弘文堂，2007年）
- 山影進・高橋哲哉編『人間の安全保障』（東京大学出版会，2008年）
- 信田敏宏・小池誠編『生をつなぐ家―親族研究の新たな地平』（風響社，2013年）
- 遠藤貢・関谷雄一編『社会人のための現代アフリカ講義』（東京大学出版会，2017年）
- 岸上伸啓編『はじめて学ぶ文化人類学―人物・古典・名著からの誘い』（ミネルヴァ書房，2018年）
- 石井洋二郎編『リベラルアーツと民主主義』（水声社，2024年）

## 論文
- 「民族の場所―中央マダガスカル北東部，シハナカ族における民族意識」『民族学研究』57巻2号，日本民族学会，1992年9月，pp.121-148.
- 「森の民，湖へ行く―北東マダガスカル，ベツィミサラカにおける伝統と現在」『東南アジア研究』31巻1号，京都大学東南アジア研究センター，1993年6月，pp.25-42.
- 「祖先を買収する方法―中央マダガスカル北東部，シハナカにおける祖先概念の二相」『アフリカ研究』45号，日本アフリカ学会，1994年9月，pp.27-44.
- 「描かれざる自画像―マダガスカルにおける文化的統一性をめぐる言説」『民族学研究』61巻1号，日本民族学会，1996年6月，pp.81-104.
- 「移葬の政治学―タナナリヴ，一九三八年の〈ファマディハナ〉」『社会人類学年報』30号，東京都立大学社会人類学会（発行：弘文堂），2004年9月，pp. 31-62.
- 「マダガスカルを歴史化する―〈祖先の島〉としてのマダガスカル再論」『SERASERA マダガスカル研究懇談会ニュースレター』20号（10周年記念号），マダガスカル研究懇談会，2009年2月，pp.14-25.
- 「遺体を同化する―マダガスカルにおける墓と埋葬」『国立民族学博物館調査報告』103号（飯田卓編『マダガスカル地域文化の動態』），国立民族学博物館，2012年3月，pp. 187-205.
- "Cultural Resource in Action: Mobilization of Culture in Madagascar under French Colonial Rule," Japanese Review of Cultural Anthropology, vol. 14, 2013, pp. 31-53.
- 「学術領域の架橋可能性について」『横幹』18巻1号，2024年4月，pp. 2-9.　https://www.jstage.jst.go.jp/article/trafst/18/1/18_2/_article/-char/ja　　　　　　　　　　　　　　　　https://www.trafst.jp/wp-content/uploads/2024/04/p2-9_Moriyama.pdf
- 「〈呼びかけ〉の人類学へ向けて」（第19回日本文化人類学会賞受賞記念論文）『文化人類学』90巻1号，2025年6月，pp.5-18.

## 受賞
- 渋沢賞、1997年、民族学振興会
- 日本文化人類学会賞、2024年6月、一般社団法人日本文化人類学会